# Кубок світу з боротьби 2009
Кубок світу з боротьби 2009 — змагання, що проводились 2009 року під патронатом Міжнародної федерації боротьби (FILA). Змагання в класичному стилі відбулися 20-21 лютого в місті Клермон-Ферран, Франція. Змагання у вільному стилі серед чоловіків відбулися 7-8 березня в Тегерані, Іран, а серед жінок — 21-22 березня в Тайюані, Китай.

## Класичний стиль
| №  | Країна      |
| -- | ----------- |
|    | Росія       |
|    | Франція     |
|    | Вірменія    |
| 4. | Куба        |
| 5. | Казахстан   |
| 6. | Угорщина    |
| 7. | КНР         |
| 8. | Азербайджан |

### I-VIII
| Вага   |                  |                    |                     | 4.                            | 5.                | 6.                  | 7.               | 8.             |
| ------ | ---------------- | ------------------ | ------------------- | ----------------------------- | ----------------- | ------------------- | ---------------- | -------------- |
| 55 кг  | Бекхан Манкієв   | Лі Шуцзинь         | Марат Гаріпов       | Шавіг Геворґян                | Яґнір Гернандез   | Ровшан Байрамов     | Алієв Ельчин     | Ґабор Мольнар  |
| 60 кг  | Ісламбек Альбієв | Фауд Алієв         | Нурбакит Тенгізбаєв | Тарік Бельмадані              | Артак Харутюнян   | Майкел Ламот        | Чжень Сє         | Кріштіан Яґер  |
| 66 кг  | Дархан Баяхметов | Сейран Симонян     | Расул Чунаєв        | Амбако Вачадзе Хосров Мелікян | —                 | Балінт Корпаші      | Стів Гено        | Цяо Хуамен     |
| 74 кг  | Алайн Гасслі     | Рафік Гусейнов     | Арсен Джулфалакян   | Роман Мельошин                | Чан Юнсян         | Йорґізбелл Альварез | Руслан Белхороєв | Петер Бачі     |
| 84 кг  | Олексій Мішин    | Мелонін Ноумонві   | Золтан Фодор        | Артур Шагінян                 | Пабло Шорі        | Ван Ґан             | Олег Шокалов     | Андрій Самочин |
| 96 кг  | Асланбек Хуштов  | Маргулан Асембеков | Армен Гегамян       | Ясмані Луго                   | Цзян Хуачень      | Метью Лоренц        | Балаж Кішш       | Денис Мішин    |
| 120 кг | Міхайн Лопес     | Юрій Патрикеєв     | Янник Щепаняк       | Олександр Анучин              | Міхай Деак-Бардош | Лю Делі             | Геннадій Лашенко | Ялаль Багадуро |

### IX-XI
| Вага   | 9.                 | 10.            |
| ------ | ------------------ | -------------- |
| 55 кг  | Джонатан Лемір     | Тарік Буґеріра |
| 60 кг  | Себастьян Гідальґо | —              |
| 66 кг  | Александр Касаль   | Сасун Ґамбарян |
| 74 кг  | Олексій Іванов     | —              |
| 84 кг  | Шалва Гадабадзе    | —              |
| 96 кг  | —                  | —              |
| 120 кг | —                  | —              |

## Вільний стиль — чоловіки
| №  | Країна      |
| -- | ----------- |
|    | Азербайджан |
|    | Іран        |
|    | Росія       |
| 4. | Казахстан   |
| 5. | Україна     |
| 6. | Грузія      |
| 7. | Куба        |
| 8. | Узбекистан  |

## Вільний стиль — жінки
| №  | Країна   |
| -- | -------- |
|    | КНР      |
|    | Канада   |
|    | Японія   |
| 4. | Україна  |
| 5. | США      |
| 6. | Росія    |
| 7. | Монголія |
| 8. | Білорусь |